# Ion Alin Gheorghiu
Ion Alin Gheorghiu (n. 29 septembrie 1929, București – d. 11 decembrie 2001) a fost un pictor și sculptor, român, membru titular (din 1999) al Academiei Române.
Ion Gheorghiu (Alin) s-a născut într-o familie modestă de muncitori. După ce a intrat cu "excepțional" la clasa profesorului Camil Ressu, a terminat Institutul de Arte Nicolae Grigorescu în 1954, fără diplomă, lucrarea „Creangă și Eminescu la Iași” fiind considerată naționalistă și formalistă! (trăiam atunci perioada realismului socialist). După ani, în repetate rânduri, când ajunsese deja în conducerea U.A.P., a fost invitat să remedieze situația dar a refuzat socotind faptul ca un titlu de glorie. Nu a fost acceptat în expozițiile oficiale, descarcă noaptea cartofi în gara Obor, lucrează ca pontator, etc., nu are atelier, pictează cum poate, până în 1958 de când expune la aproape toate expozițiile importante din țară.
Participă cu lucrări la expoziții colective și de grup din străinătate:
1959, Moscova; 1960, Helsinki; 1962, Moscova, Berlin; 1963 Bienala de tineret – Paris; 1964, Bienala din Veneția, Moscova, Le Havre; 1065 Szcecin (Polonia), Tokio; 1966, Londra, Geneva, Paris, Plovdiv (Bulgaria); 1967, Memphis  (S.U.A.), Londra; 1968, Praga, Moscova, Paris (Orly), Varșovia; 1969, Dusseldorf, Tel Aviv, Roma, Moscova, Talin, Titograd (Iugoslavia), Tunisia, Helsinki, Alexandria (Egipt), Haga; 1970, Torino, Milano, Cairo, Varșovia, Leningrad; 1973, Moscova, Washington, Chicago, Paris, Philadelphia, Quebec, Madrid, Eastbourne (Anglia), Toulon, Ulan Bator (Mongolia), Pekin, Tientsin (China); 1974, Phenian (Coreea),  Atena, Glasgow, Damasc, Alep (Siria), Teheran (Iran); 1975, Cagnes-sur-Mer (Franța), Stocholm, Moscova, Berlin; 1976, Praga, Budapesta, Sofia, Plovdiv, Manheim; 1978, Back Kenneth, Lakewood (S.U.A.), Portugalia, Spania,Grecia; 1979, Ciudad de Mexico, Ottawa, Stocholm, Oslo, Washington, New York; 1984, Limburg; 1986, Sofia, Paris, Stuttgart, Bagdad; 1987, Atena; 1988, Sofia; 1988 – 1993, Expoziție itinerantă Anglia și Irlanda; 1993, Iugoslavia.
 Foarte exigent cu arta sa organizează puține
EXPOZIȚII PERSONALE 
1966 – Galeria Lambert, Paris. Pictură * 1979 – Muzeul de Artă, București. Pictură – Sculptură – Grafică *1979 – Sofia. Pictură – Sculptură – Grafică *1981 – Mannheim, Galeria Bausbach. Pictură *1982 – Bienala din Veneția. Pictură – Grafică *1985 – Biblioteca italiană din București. Pictură – Sculptură – Grafică *1985 – Maastricht, Olanda. Pictură *1991 – Lisabona, Galeria Ygrego. Pictură – Sculptură *1993 – Artexpo, Sala Rondă a Teatrului Național (În jurul lui Arcimboldo). Pictură – Sculptură – Grafică *2002 – Muzeul Național de Artă, București. Pictură – Sculptură – Grafică *2003 – Muzeul de Artă Constanța, două săli în expunere permanentă (donația familiei) cu atelierul reconstruit *2004 -  Institutul Cultural Român, București. Pictură și lansarea  albumului monografic. *2005 – Institutul Cultural Român, Paris. Pictură – Sculptură *2006 – Institutul Cultural Român, Stockholm. Pictură – Sculptură – Grafică *2007 -  Biblioteca ASTRA- Sibiu. Pictură *2008-9 Galeria ARTMARK, Pictura, sculptură,desen.
Ion Gheorghiu a murit la 11 decembrie 2001. Este înmormântat la Cimitirul Bellu între academicieni, sub o sculptură personală din metal argintiu.

## Premii și distincții
- 1961 – Premiul I Expoziția Națională a Tineretului, București
- 1965 – Premiul I Pictură, acordat de Uniunea Artiștilor Plastici, București
- 1966 – Premiul „Ion Andreescu” al Academiei Române
- 1967 - Ordinul MERITUL CULTURAL cl I
- 1971 – Premiul acordat de „Yoniuri Shimbun”, Tokio
- 1972 – Marele premiu al Uniunii Artiștilor Plastici
- 1980 – Medalia de aur acordată de Academia del Lavoro, Italia
- 1981 – Premiul internațional „Trionfo '81”, Italia
- 1981 – „Omagiul lui Piccasso”, premiul jubiliar oferit cu prilejul bicentenarului Caravaggio, Italia
- 1983 – Premiul „Omagiul lui Raphael” al Academiei Române din Roma
- 1985 – Premiul Trienalei Internaționale de Pictură, Sofia; ales membru onorific al Uniunii Artiștilor Plastici, Bulgaria
- 1996 – Premiul de pictură al Expoziției Municipale București
- 1999 – Membru titular al Academiei Române
- 2001 – Nominalizat pentru „Premiul de Excelență în Cultura Românească”

### Decorații
- 2000 - Ordinul național „Steaua României” în grad de Ofițer „pentru realizări artistice remarcabile și pentru promovarea culturii, de Ziua Națională a României”[7]